# Miłusze (rejon łucki)
Miłusze (ukr. Милуші) – wieś położona na Ukrainie, w rejonie łuckim, w obwodzie wołyńskim.
W 2001 liczyła 748 mieszkańców, w 2021 zaś 739 (szacunek).